# ワニグチツノザメ
ワニグチツノザメ（鰐口角鮫、英: Viper dogfish、学名: Trigonognathus kabeyai）はカラスザメ科に属するサメの一種。稀種。主に日本近海から得られており、日中は水深300mの深海に潜み、夜間には表層に浮上する。最大で54cm。体は円筒形で細く、三角形の大きな顎と針状の歯を持つ。2基の背鰭には1本ずつ棘があり、腹面を中心に無数の発光器を持つ。
餌は主に硬骨魚で、特殊化した大きな顎を突出させて捕える。無胎盤性の胎生である。IUCNは保全状況について軽度懸念としている。

## 分類
1986年、蒲郡市の形原漁港に所属する深海底引き網漁船「精漁丸」により最初の個体が捕獲された。これは潮岬沖の水深330mから得られた22cmの未成熟雄で、タイプ標本として指定されている。第二の個体は徳島県日和佐町沖の水深360mより採集された37cmの個体で、これも未成熟雄であった。1990年の"魚類学雑誌"において、東京大学の望月賢二と大江文雄により新属新種として記載された。属名Trigonognathus はギリシャ語の trigonon (三角形) 、gnathus (顎) に、種小名 kabeyai は精漁丸の船長の名に由来する。
記載当時は、現在のツノザメ目とキクザメ目の全種が Squalidae（ツノザメ科）に含まれており、本種も"ツノザメ科"とされていた。1992年の白井滋と岡村収による形態学的研究によって、本種は Etmopterinae（カラスザメ亜科、現在のカラスザメ科）に含められた。

## 系統
カラスザメ科は、カラスザメ属を含むクレードとカスミザメ属を含むクレードの2つに分けることができる。本種の系統的位置は不確定ではあるが、形態、核DNAやmtDNAを用いた系統解析によって、これらのクレードの基底的な位置にあると推定されている。
分子時計からは、ワニグチツノザメ属は始新世中期（約4100万年前）に、カラスザメ類の大規模な進化的放散の中で出現したと推定されている。本属には化石種のTrigonognathus virginiae が含まれ、この歯化石はフランス・ランド県のルテシアン（4780-4130万年前）の地層から発見されている。現生のワニグチツノザメとほぼ同一の歯化石は、ベネズエラ北部、中新世後期から鮮新世前期（1160-360万年前）のクバグア層から得られている。

## 形態

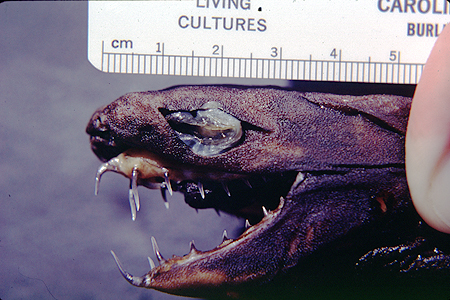
細い顎と針のような歯が特徴である。

体型は細い円筒型。頭部はある程度平たく、吻は非常に短く丸い。眼は大きく楕円形で、その後方には細い楕円形の噴水孔がある。鼻孔はほぼ垂直なスリットである。顎は長く、幅の狭い三角形で、ミツクリザメのように頭部から突出させることができる。歯は針状で広く間隔を開けて並び、最前方の歯には縦の溝がある。片側の歯列は上顎で6–10、下顎で7–10。両顎の中心には癒合した正中歯が1列ある。正中歯が最大で、口角に向かうほど歯は小さくなる。口を閉じた時、正中歯は重なるが、他の歯は上下が交互に噛み合う。鰓裂は5対で、第5鰓裂は他より長い。
各鰭は小さく非常に薄い。胸鰭は丸く葉状。背鰭は2基で、第一背鰭は胸鰭と腹鰭の中間付近に位置する。各背鰭には僅かな溝のある棘があり、第二の棘は第一より長い。臀鰭はない。尾柄には隆起や凹窩はない。尾鰭上葉は下葉より大きく、後縁には欠刻がある。皮歯は体表を密に、不規則な並びで覆っているが、重なり合うことはない。各皮歯は膨らんだ菱形で、冠部には10–40の切面がある。体色は茶色から暗褐色で、腹面には3箇所の明瞭な黒い模様がある。これらの模様は微小な発光器を高密度に含んでいる。体の他の部分にも発光器が疎に散らばる。上瞼には皮歯のない半透明の箇所がある。鰭は半透明で、尾鰭上葉の先端は黒くなる。最大で、雄は47cm・0.43kg、雌は54cm・0.76kgになる。

## 分布
ほとんどの個体は北西太平洋、紀伊半島周辺の比較的狭い海域から得られている。小笠原諸島周辺では、肉食魚の胃内容物から多数の個体が発見されている。ハワイ北部、クレ環礁の北西300kmにあるハンコック海山からも1個体が採集されている。日中は大陸斜面上部や海山の底層、深度270-360mで、夜間は水深1500mを超える海域の表層、深度0-150mから捕獲される。これは本種が餌を追って、日中は深海に、夜間は表層に移動する日周鉛直移動を行うことを示唆している。

## 生態

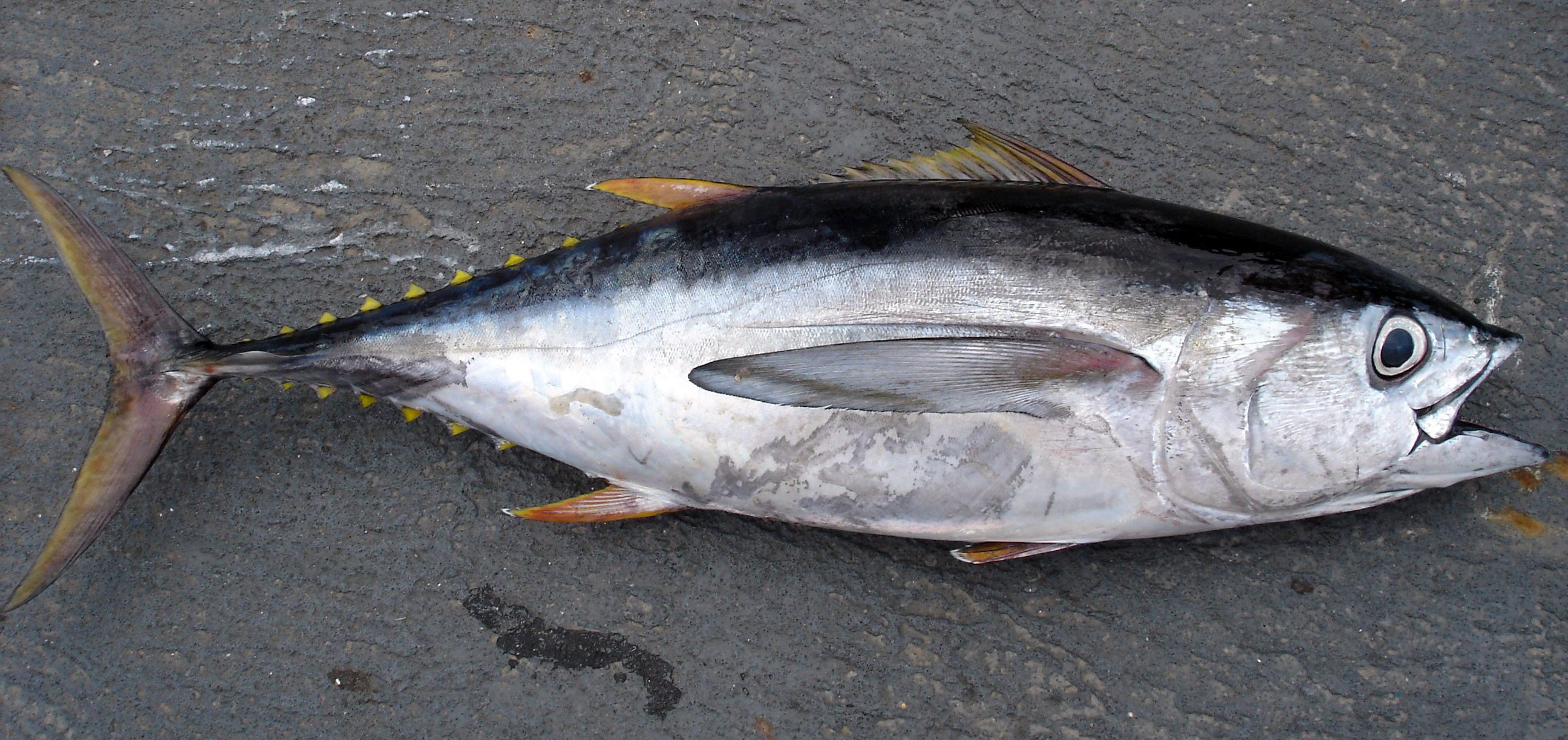
本種はメバチの餌となる。

餌は主に硬骨魚で、特にソコハダカ属やハダカイワシ属のハダカイワシ類が多い。甲殻類も捕食する。通常のツノザメ類は、肉の切断に向いた短い顎と鋸状の下顎歯を持つが、本種は対照的に長い顎と細い歯を持ち、これは獲物の切断よりも捕捉に適応している。捕食時には、顎を高速で伸長させて捕獲したあと丸呑みする。全長の40%の大きさの餌を呑み込むことができる。本種は、他のツノザメ類が顎の突出に用いる眼窩下の筋肉を欠いており、代わりに頭蓋と関節した舌顎骨を下方に大きく揺動させて顎を突出させる。これにより顎の突出距離が伸び、水平、垂直方向により大きく顎を開くことができる。このような捕食方法は、ツノザメ類よりもカスザメ目やラブカで見られるものに近い。
本種の捕食者としてメバチとヒレジロマンザイウオが知られている。他のカラスザメ類のように胎生で、胚は卵黄によって成長する。雌は機能する卵巣・子宮を1対ずつ持つ。捕獲された2個体の雌を調査した結果、それぞれ25個と26個の成熟卵を持っていた。近縁種のCentroscyllium fabricii では、成熟卵数は産仔数より僅かに多いことが知られており、ここから推測すると本種の産仔数も26以下であると考えられる。雄は43cm、雌は52cmで性成熟する。

## 人との関わり
- 漁業的価値はない。非常に珍しい種で、商業的な巻網、底曳き網などで稀に混獲される程度である。漁業が個体数に与える影響は不明であり、IUCNは保全状況について情報不足としている[1]。
- 飼育記録は殆どないが、2017年1月29日に沼津港深海水族館に生きた個体が運ばれ、展示されたが、翌日の開館前に死亡したという記録がある[11]。